# 334 TCN
334 TCN là một năm trong lịch La Mã.